# Pipo Angels
Pipo Angels es un grupo de J-Pop formada originalmente en 2003, de cuatro integrantes pero que después de disolverse y al volverse a unir este grupo ascendió a 7 integrantes manteniendo a las anteriores cantantes.

## Integrantes
- Yurika Harada (原田　百合果 Yurika Harada?) (16 de julio de 1988)
- Manami Ute (右手　愛美 Manami Ute?) (24 de agosto de 1987)
- Miho Asada (浅田　美穂 Miho Asada?) (2 de junio de 1989)
- Akane Kabeya (壁谷　明音 Akane Kabeya?) (25 de noviembre de 1990)

## Biografía
El grupo se formó con 4 modelos de la famosa revista japonesa Pichi Lemon. Pipo Angels lanzó su single debut el 18 de septiembre de 2003 y luego el 18 de febrero lanzó su segundo sencillo después de eso asistieron a varios eventos y se separaron.
El grupo Pipo Angels se volvió a juntar y además se le sumaron 3 nuevas integrantes de la misma compañía de modelos en donde trabajan las integrantes originales de este grupo, es decir que el grupo ahora está conformado por 7 integrantes.

## Discografía

### Sencillos
| n.º | Fecha Lanzamiento | Título                |
| 1st | 18/09/2003        | Luvly, Merry-Go-Round |
| 2nd | 18/02/2004        | 100% Pure             |
| 3rd | 11/07/2007        | Nanairo no Rakuen     |